# لويس توماس
لويس توماس (بالإنجليزية: Lewis Thomas)‏ هو شخصية أعمال ومهندس معادن ‏ وسياسي بريطاني وأسترالي (وحمل سابقاً جنسية المملكة المتحدة لبريطانيا العظمى وأيرلندا)، ولد في 20 نوفمبر 1832 في المملكة المتحدة، وتوفي في 16 فبراير 1913 في أستراليا. انتخب عضو المجلس التشريعي ولاية كوينزلاند.